# The Best of The Dubliners
The Best of The Dubliners er et opsamlingsalbum fra The Dubliners udgivet i 1967.
De medvirkende er Ronnie Drew, Luke Kelly, Barney McKenna, Ciaran Bourke, John Sheahan og Bobby Lynch.
Den lå på den britiske Top 40 i 3 måneder med højeste placering som nummer 25.
Albummet indeholder tidligere udgivet materiale fra albummene The Dubliners with Luke Kelly, In Concert, Finnegan Wakes og EP'en Mainly Barney.
Albummet blev genudgivet i både 1980 og 1982 under samme navn og i 1996 under navnet Irish Favorites by the Dubliners.

## Spor

### Side Et
1. "Off to Dublin in the Green"
2. "The Sunshine Hornpipe/The Mountain Road"
3. "Will You Come to the Bower?"
4. "Peggy Lettermore"
5. "Donegal Reel and The Longford Collector"
6. "Roddy McCorley"

### Side To
1. "I'll Tell My Ma"
2. "The Mason's Apron"
3. "The Foggy Dew"
4. "The Old Orange Flute"
5. "Róisín Dubh"
6. "The Holy Ground"

## Hitlister
| Hitliste (1967)      | Højeste placering |
| -------------------- | ----------------- |
| Storbritannien (OCC) | 25                |